# 오다와라슈쿠

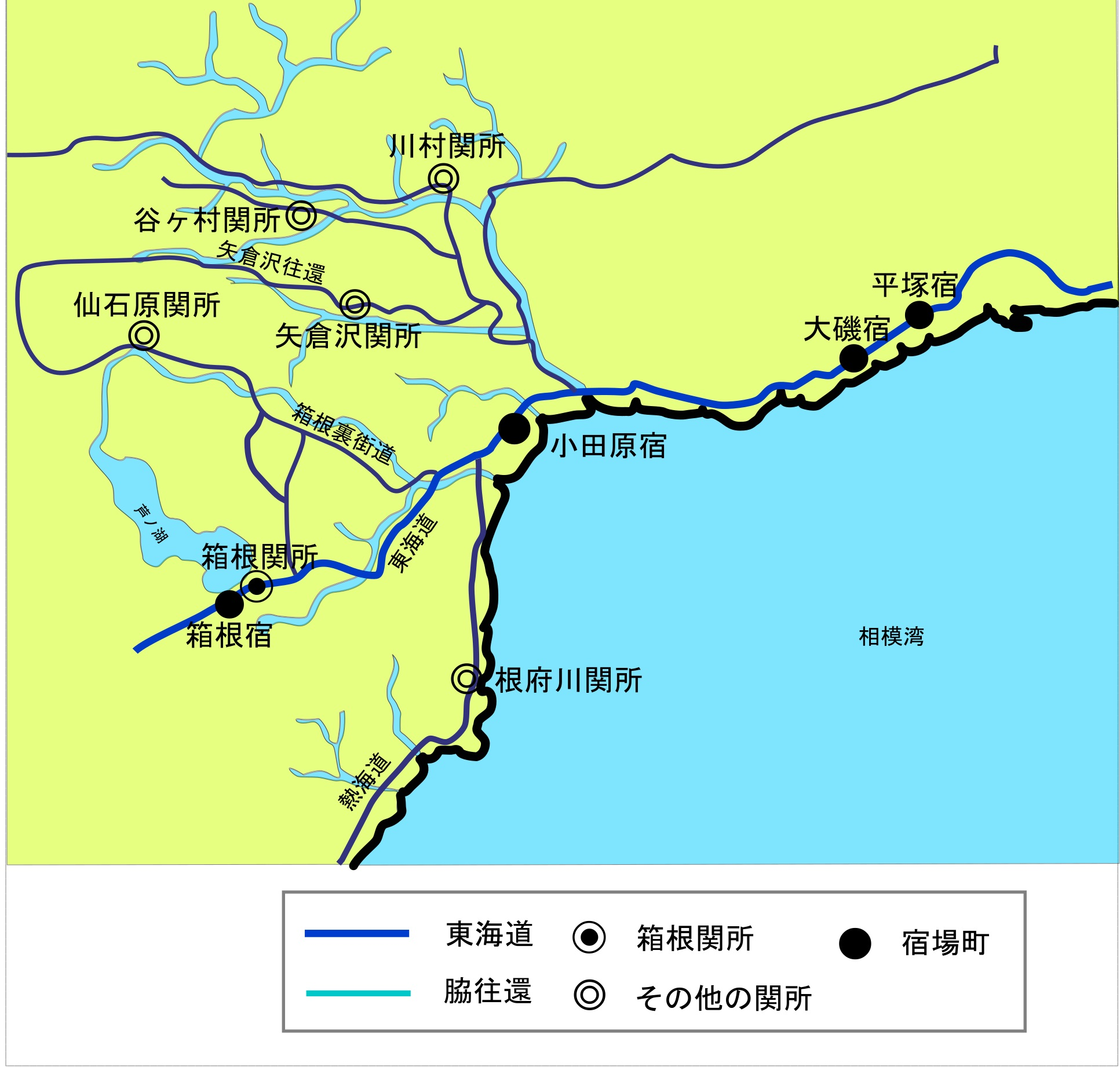
오다와라슈쿠와 도카이도

오다와라슈쿠(일본어: 小田原宿)란 일본 도카이도 오십삼차의 9번째 슈쿠바를 말한다. 현재의 가나가와현 오다와라시에 있었다. 에도를 나와 처음으로 나오는 조카마치에 있는 슈쿠바였다.